# Пішківська сільська рада
Пі́шківська сільська́ ра́да — адміністративно-територіальна одиниця та орган місцевого самоврядування в Корсунь-Шевченківському районі Черкаської області. Адміністративний центр — село Пішки.

## Загальні відомості
- Населення ради: 585 осіб (станом на 2001 рік)

## Населені пункти
Сільській раді підпорядковані населені пункти:
- с. Пішки
- с-ще Зелена Діброва
- с. Нехворощ

## Склад ради
Рада складається з 14 депутатів та голови.
- Голова ради: Сідіченко Віталій Віталійович
- Секретар ради: Копійка Олена Михайлівна

### Керівний склад попередніх скликань
| Прізвище, ім'я, по батькові   | Основні відомості                                                 | Дата обрання | Дата звільнення |
| ----------------------------- | ----------------------------------------------------------------- | ------------ | --------------- |
| Сідіченко Віталій Віталійович | Сільський голова, 1970 року народження, освіта вища, безпартійний | 26.03.2006   | 31.10.2010      |
| Сідіченко Віталій Віталійович | Сільський голова, 1970 року народження, освіта вища, безпартійний | 31.10.2010   |                 |

Примітка: таблиця складена за даними сайту Верховної Ради України

### Депутати
За результатами місцевих виборів 2010 року депутатами ради стали:

#### За суб'єктами висування
| Суб'єкт висування                                       | Кількість обраних депутатів | %    |
| ------------------------------------------------------- | --------------------------- | ---- |
| Партія регіонів                                         | 6                           | 42,9 |
| Самовисування                                           | 5                           | 35,7 |
| Політична партія Всеукраїнське об'єднання «Батьківщина» | 2                           | 14,3 |
| Соціалістична партія України                            | 1                           | 7,1  |

#### За округами
| № округу                                                | Прізвище, ім'я, по батькові      | Дата визнання обраним | Освіта             | Партійна приналежність                        | Відомості про обраного депутата                                     |
| ------------------------------------------------------- | -------------------------------- | --------------------- | ------------------ | --------------------------------------------- | ------------------------------------------------------------------- |
| Партія регіонів                                         |                                  |                       |                    |                                               |                                                                     |
| 7                                                       | Лялько Сергій Володимирович      | 05.11.2010            | вища               | член Партії регіонів                          | ЗАТ НВФ «Урожай», ветлікар                                          |
| 9                                                       | Бондаренко Галина Семенівна      | 05.11.2010            | вища               | позапартійна                                  | Сільська бібліотека, бібліотекар                                    |
| 10                                                      | Лялько Валентина Іванівна        | 05.11.2010            | середня            | член Партії регіонів                          | Пішківська сільська рада, техпрацівник                              |
| 11                                                      | Видута Ярослав Володимирович     | 05.11.2010            | середня            | член Партії регіонів                          | тимчасово не працює                                                 |
| 12                                                      | Бондаренко Наталя Миколаївна     | 05.11.2010            | середня            | член Партії регіонів                          | пенсіонер                                                           |
| 13                                                      | Гриценко Ольга Петрівна          | 05.11.2010            | середня            | член Партії регіонів                          | тимчасово не працює                                                 |
| Політична партія Всеукраїнське об'єднання «Батьківщина» |                                  |                       |                    |                                               |                                                                     |
| 1                                                       | Передерій Лариса Володимирівна   | 05.11.2010            | середня            | позапартійна                                  | ЗАТ НВФ «Урожай», інспектор по кадрах                               |
| 4                                                       | Матвієнко Наталія Михайлівна     | 05.11.2010            | середня            | член Всеукраїнського об'єднання «Батьківщина» | Пішківський фельдшерсько-акушерський пункт, молодша медична сестра  |
| Соціалістична партія України                            |                                  |                       |                    |                                               |                                                                     |
| 8                                                       | Мошенець Микола Миколайович      | 05.11.2010            | середня            | член Соціалістичної партії України            | приватний підприємець                                               |
| Самовисування                                           |                                  |                       |                    |                                               |                                                                     |
| 2                                                       | Лобуренко Катерина Олександрівна | 14.07.2013            | вища               | член Партії регіонів                          | Пішківська сільська рада, в.о. секретаря Пішківської сільської ради |
| 3                                                       | Усманова Наталія Максимівна      | 28.04.2013            | вища               | член Всеукраїнського об'єднання «Батьківщина» | тимчасово не працює                                                 |
| 5                                                       | Копійка Володимир Васильович     | 05.11.2010            | середня            | позапартійний                                 | приватний підприємець                                               |
| 6                                                       | Поковба Галина Олександрівна     | 05.11.2010            | вища               | позапартійна                                  | тимчасово не працює                                                 |
| 14                                                      | Смоляренко Олена Іванівна        | 14.11.2010            | середня спеціальна | позапартійна                                  | тимчасово не працює                                                 |